# 砂時計 (徳永英明の曲)
「砂時計」（すなどけい）は、2009年4月8日に発売された德永英明43枚目のシングル。

## 概要
前作「小さな祈り〜P.S.アイラヴユー」から半年ぶりのシングル。

## パッケージ仕様
通常盤と初回限定盤の2形態で発売。初回限定盤には「砂時計」ミュージック・ビデオを収録したDVD付。
ミュージック・ビデオ監督は柿本ケンサク。

## チャート成績
オリコンチャート最高位6位を記録。

## タイアップ
- 砂時計：フジテレビ系「ウチくる!?」エンディング・テーマ／ディノス「フジテレビフラワーネット」CMソング

## 収録曲
全作詞・作曲：德永英明　編曲：坂本昌之

### CD
1. 砂時計 (5:15)
2. 翼はなくても (5:30)
3. 砂時計 (instrumental) (5:15)
4. 翼はなくても (instrumental) (5:26)

### DVD（初回限定盤付属）
1. 砂時計 （MV）

## 収録アルバム
- オリジナル『WE ALL』（2009年5月6日）